# Ifeoma Onumonu
Ifeoma Chukwufumnay Onumonu (Rancho Cucamonga, California; 25 de febrero de 1994) es una futbolista nigeriana nacida en Estados Unidos. Juega como delantera en el NJ/NY Gotham FC de la National Women's Soccer League de Estados Unidos. Es internacional con la selección de Nigeria.

## Trayectoria
Tras jugar a nivel universitario en la Universidad de California, Onumonu fue reclutada por el Boston Breakers en el Draft universitario de la NWSL de 2017. En su primera temporada, acumuló 18 partidos con el Breakers. 
Al desaparecer el Boston Breakers en enero de 2018, Onumonu fue seleccionada por el Portland Thorns en el Dispersal Draft de 2018. Abandonó el club el 8 de mayo de 2019, luego de disputar ocho partidos.
El 14 de mayo de 2019, fichó por el Reign FC Después de actuaciones estelares, obtuvo un lugar suplementario en la plantilla el 28 de junio.
El 17 de enero de 2020, Onumonu se unió al Sky Blue FC. Renovó su contrato por un año adicional el 20 de enero de 2022 en función de su sólido desempeño durante la temporada 2021 de la NWSL.

## Selección nacional
Onumonu ha representado a los Estados Unidos a nivel sub-23. En junio de 2021 recibió su primera convocatoria para la selección de Nigeria.

## Estadísticas

### Clubes
| Club               | País           | Año             |
| ------------------ | -------------- | --------------- |
| Boston Breakers    | Estados Unidos | 2017            |
| Portland Thorns FC | Estados Unidos | 2018 - 2019     |
| OL Reign           | Estados Unidos | 2019            |
| NJ/NY Gotham FC    | Estados Unidos | 2020 - presente |